# Mid-American Conference
La Mid-American Conference (MAC) est un groupement de douze universités gérant les compétitions sportives dans dix sports masculins et treize sports féminins dans le mid-western des États-Unis. 

## Histoire
La Mid-American Conference fut fondée en 1945.

## Les membres actuels
| - Zips d'Akron - Cardinals de Ball State - Falcons de Bowling Green - Bulls de Buffalo - Chippewas de Central Michigan - Eagles d'Eastern Michigan - Golden Flashes de Kent State |  | - Redhawks de Miami (Ohio) - Huskies de Northern Illinois (départ de 2026) - Bobcats de l'Ohio - Rockets de Toledo - Minutemen et Minutewomen de l'UMass - Broncos de Western Michigan |

## Membres associés
- Mountaineers d'Appalachian State (hockey sur gazon féminin seulement)
- Knights de Bellarmine (hockey sur gazon féminin seulement)
- Huskies de Bloomsburg (en) (lutte masculin seulement)
- Golden Eagles de Clarion (en) (lutte masculin seulement)
- Vikings de Cleveland State (en) (lutte masculin seulement)
- Titans de Detroit Mercy (en) (crosse féminine seulement)
- Fighting Scots d'Edinboro (en) (lutte masculin seulement)
- Patriots de George Mason (lutte masculin seulement)
- Dukes de James Madison (hockey sur gazon seulement)
- Bald Eagles de Lock Haven (en) (lutte masculin seulement)
- Lancers de Longwood (hockey sur gazon féminin seulement)
- Broncs de Rider (en) (lutte masculin seulement)
- Colonials de Robert Morris (crosse féminine seulement)
- Cougars de SIU Edwardsville (en) (lutte masculin)
- Flames de l'UIC (en) (tennis masculin seulement)
- Penguins de Youngstown State (en) (crosse féminine seulement)
- Fightin' Blue Hens du Delaware (aviron féminin seulement )
- Panthers de High Point (en) (aviron féminin seulement)
- Owls de Temple (aviron féminin seulement )

## Installations sportives
(Membre sortant en rose)
| Université        | Stade de football US                | Capacité | Salle de basket-ball                          | Capacité |
| ----------------- | ----------------------------------- | -------- | --------------------------------------------- | -------- |
| Akron             | InfoCision Stadium–Summa Field (en) | 30 000   | James A. Rhodes Arena (en)                    | 05 500   |
| Ball State        | Scheumann Stadium (en)              | 23 500   | John E. Worthen Arena (en)                    | 11 500   |
| Bowling Green     | Doyt Perry Stadium (en)             | 23 724   | Stroh Center (en)                             | 04 700   |
| Buffalo           | University at Buffalo Stadium (en)  | 31 000   | Alumni Arena (en)                             | 06 100   |
| Central Michigan  | Kelly/Shorts Stadium (en)           | 30 199   | Daniel P. Rose Center (en)                    | 05 200   |
| Eastern Michigan  | Rynearson Stadium (en)              | 30 200   | George Gervin GameAbove Center (en)           | 08 800   |
| Kent State        | Dix Stadium (en)                    | 30 520   | Memorial Athletic and Convocation Center (en) | 06 327   |
| Université Miami  | Yager Stadium (en)                  | 23 000   | Millett Hall (en)                             | 09 200   |
| Northern Illinois | Huskie Stadium (en)                 | 31 000   | Convocation Center (en)                       | 10 000   |
| Ohio              | Peden Stadium (en)                  | 24 000   | Convocation Center (en)                       | 13 080   |
| Toledo            | Glass Bowl (en)                     | 26 284   | Savage Arena (en)                             | 09 000   |
| UMass             | Warren McGuirk Alumni Stadium (en)  | 17 000   | Mullins Center (en)                           | 09 493   |
| Western Michigan  | Waldo Stadium (en)                  | 30 200   | University Arena (en)                         | 05 800   |

## Finales de conférence en football américain
Le tableau ci-dessous décrit les finales de conférence disputées depuis la saison 1997.
Les équipes gagnantes sont signalées en gras et le classement des équipes est celui décerné par l'Associated Press (AP) avant le match.
Entre 1997 et 2003, le match se déroulait au sein des campus mais depuis 2004, la finale de conférence se joue au Ford Field de Détroit.
Dès la saison 2024, la MAC utilise un classement unique et la finale de la conférence oppose les deux meilleures équipes de la saison régulière.
| Saison | Division Est            | Division Est            | Division Ouest         | Division Ouest         | Site                                                           | Assistance   |
| ------ | ----------------------- | ----------------------- | ---------------------- | ---------------------- | -------------------------------------------------------------- | ------------ |
| 1997   | Marshall                | 34                      | Toledo                 | 14                     | Joan C. Edwards Stadium, Huntington, Virginie-Occidentale      | 28 021       |
| 1998   | Marshall                | 23                      | Toledo                 | 17                     | Joan C. Edwards Stadium, Huntington, Virginie-Occidentale      | 28 085       |
| 1999   | #11 Marshall            | 34                      | Western Michigan       | 30                     | Joan C. Edwards Stadium, Huntington, Virginie-Occidentale      | 28 069       |
| 2000   | Marshall                | 19                      | Western Michigan       | 14                     | Joan C. Edwards Stadium, Huntington, Virginie-Occidentale      | 24 816       |
| 2001   | #20 Marshall            | 36                      | Toledo                 | 41                     | Glass Bowl (en), Toledo, Ohio                                  | 20 025       |
| 2002   | #24 Marshall            | 49                      | Toledo                 | 45                     | Marshall University Stadium • Huntington, Virginie-Occidentale | 24 582       |
| 2003   | #13 Miami               | 49                      | #20 Bowling Green      | 27                     | Doyt Perry Stadium (en), Bowling Green, Ohio                   | 24 813       |
| 2004   | Miami                   | 27                      | Toledo                 | 35                     | Ford Field • Détroit, Michigan                                 | 22 138       |
| 2005   | Akron                   | 31                      | Northern Illinois      | 30                     | Ford Field • Détroit, Michigan                                 | 12 051       |
| 2006   | Ohio                    | 10                      | Central Michigan       | 31                     | Ford Field • Détroit, Michigan                                 | 25 483       |
| 2007   | Miami                   | 10                      | Central Michigan       | 35                     | Ford Field • Détroit, Michigan                                 | 25 013       |
| 2008   | Buffalo                 | 42                      | #12 Ball State         | 24                     | Ford Field • Détroit, Michigan                                 | 12 871       |
| 2009   | Ohio                    | 10                      | Central Michigan       | 20                     | Ford Field • Détroit, Michigan                                 | 23 714       |
| 2010   | Miami                   | 26                      | #24 Northern Illinois  | 21                     | Ford Field • Détroit, Michigan                                 | 12 031       |
| 2011   | Ohio                    | 20                      | Northern Illinois      | 23                     | Ford Field • Détroit, Michigan                                 | 13 052       |
| 2012   | #18 Kent State          | 37                      | #19 Northern Illinois  | 442OT                  | Ford Field • Détroit, Michigan                                 | 18 132       |
| 2013   | Bowling Green           | 47                      | #16 Northern Illinois  | 27                     | Ford Field • Détroit, Michigan                                 | 21 106       |
| 2014   | Bowling Green           | 17                      | Northern Illinois      | 51                     | Ford Field • Détroit, Michigan                                 | 15 110       |
| 2015   | Bowling Green           | 34                      | Northern Illinois      | 14                     | Ford Field • Détroit, Michigan                                 | 16 425       |
| 2016   | Ohio                    | 23                      | #13 Western Michigan   | 29                     | Ford Field • Détroit, Michigan                                 | 45 615       |
| 2017   | Akron                   | 28                      | Toledo                 | 45                     | Ford Field • Détroit, Michigan                                 | 16 225       |
| 2018   | Buffalo                 | 29                      | Northern Illinois      | 30                     | Ford Field • Détroit, Michigan                                 | 10 255       |
| 2019   | Miami                   | 26                      | Central Michigan       | 21                     | Ford Field • Détroit, Michigan                                 | 22 427       |
| 2020   | 23 Buffalo              | 28                      | Ball State             | 38                     | Ford Field • Détroit, Michigan                                 | 0 (Covid-19) |
| 2021   | Kent State              | 23                      | Northern Illinois      | 41                     | Ford Field • Détroit, Michigan                                 | 10 317       |
| 2022   | Ohio                    | 7                       | Toledo                 | 17                     | Ford Field • Détroit, Michigan                                 | 15 550       |
| 2023   | Miami                   | 23                      | #23 Toledo             | 14                     | Ford Field • Détroit, Michigan                                 | 20 200       |
| Saison | 1re en saison régulière | 1re en saison régulière | 2e en saison régulière | 2e en saison régulière | Stade                                                          | Assistance   |
| 2024   | Miami                   | 3                       | Ohio                   | 38                     | Ford Field • Détroit, Michigan                                 | 15 478       |

Les Eagles d'Eastern Michigan sont la seule équipe de la conférence à n'avoir jamais disputé la finale de conférence MAC.
Le Thundering Herd de Marshall est la seule équipe ayant remporté une finale de conférence à ne plus être actuellement membre de la conférence.
| Nb. | Équipe                        | V | D | %    | Année du titre               | Année comme finaliste        |
| --- | ----------------------------- | - | - | ---- | ---------------------------- | ---------------------------- |
| 9   | Huskies de Northern Illinois  | 5 | 4 | 55,5 | 2011, 2012, 2014, 2018, 2021 | 2005, 2010, 2013, 2015       |
| 8   | Rockets de Toledo             | 4 | 4 | 50,0 | 2001, 2004, 2017, 2022       | 1997, 1998, 2002, 2023       |
| 7   | Redhawks de Miami             | 4 | 3 | 57,1 | 2003, 2010, 2019, 2023       | 2004, 2007, 2024             |
| 6   | Thundering Herd de Marshall   | 5 | 1 | 83,3 | 1997, 1998, 1999, 2000, 2002 | 2001                         |
| 6   | Bobcats de l'Ohio             | 1 | 5 | 16,7 | 2024                         | 2006, 2009, 2011, 2016, 2022 |
| 4   | Chippewas de Central Michigan | 3 | 1 | 75,0 | 2006, 2007, 2009             | 2019                         |
| 4   | Falcons de Bowling Green      | 2 | 2 | 50,0 | 2013, 2015                   | 2003, 2014                   |
| 3   | Broncos de Western Michigan   | 1 | 2 | 33,3 | 2016                         | 1999, 2000                   |
| 3   | Bulls de Buffalo              | 1 | 2 | 33,3 | 2008                         | 2018, 2020                   |
| 2   | Zips d'Akron                  | 1 | 1 | 50,0 | 2005                         | 2017                         |
| 2   | Golden Flashes de Kent State  | 0 | 2 | 00,0 | -                            | 2012, 2021                   |
| 2   | Cardinals de Ball State       | 1 | 1 | 50,0 | 2020                         | 2008                         |